# Дікі (округ, Північна Дакота)
Шаблон:StateAbbr_ 46°07′ пн. ш. 98°29′ зх. д. / 46.11° пн. ш. 98.49° зх. д.
Округ Дікі (англ. Dickey County) — округ (графство) у штаті Північна Дакота, США. Ідентифікатор округу 38021.

## Історія
Округ утворений 1881 року.

## Демографія
За даними перепису
2000 року
загальне населення округу становило 5757 осіб, усе сільське.
Серед мешканців округу чоловіків було 2838, а жінок — 2919. В окрузі було 2283 домогосподарства, 1500 родин, які мешкали в 2656 будинках.
Середній розмір родини становив 2,99.
Віковий розподіл населення поданий у таблиці:
| Стать    | До 15 років | 15-21 | 22-29 | 30-39 | 40-49 | 50-65 | 65-85 | Понад 85 |
| -------- | ----------- | ----- | ----- | ----- | ----- | ----- | ----- | -------- |
| Чоловіки | 589         | 321   | 237   | 306   | 415   | 467   | 434   | 69       |
| Жінки    | 516         | 323   | 231   | 305   | 390   | 428   | 555   | 171      |

## Суміжні округи
- Ламур — північ
- Ренсом — північний схід
- Сарджент — схід
- Браун — південь
- Макферсон — південний захід
- Макінтош — захід

## Виноски
1. ↑  US Decennial Census. US Census Bureau. Архів оригіналу за 26 квітня 2015. Процитовано 28 січня 2015.
2. ↑  Historical Census Browser. University of Virginia Library. Архів оригіналу за 11 серпня 2012. Процитовано 28 січня 2015.
3. ↑  Forstall, Richard L., ред. (27 березня 1995). Population of Counties by Decennial Census: 1900 to 1990. US Census Bureau. Архів оригіналу за 5 березня 2015. Процитовано 28 січня 2015.
4. ↑  Census 2000 PHC-T-4. Ranking Tables for Counties: 1990 and 2000 (PDF). US Census Bureau. 2 квітня 2001. Архів оригіналу (PDF) за 18 грудня 2014. Процитовано 28 січня 2015.
5. ↑  State & County QuickFacts. Бюро перепису населення США. Архів оригіналу за 7 червня 2011. Процитовано 31 жовтня 2013.(англ.) Наведено за англійською вікіпедією.
6. ↑  American FactFinder. Бюро перепису населення США. Архів оригіналу за 21 травня 2008. Процитовано 31 січня 2008.

| США | Це незавершена стаття з географії США. Ви можете допомогти проєкту, виправивши або дописавши її. |